# Concei
Concei byla do 31. prosince 2009 obec v Itálii v provincii Trentino ve stejnojmenném údolí (Val di Concei), které je bočním údolím kolmým na Valle di Ledro, zhruba 470 km severně od Říma 35 km jihozápadně od Tridentu. Nejvyšším vrcholkem horského hřebenu, který údolí obklopuje, je Monte Cadria vysoká 2254 m n. m.
Tvořily ji tři vsi: Lenzumo (nejvýše v údolí), Enguiso (pod ním) a Locca (nejníže). Od 1. ledna 2010 se vsi v údolí staly součástí nově vytvořené sloučené obce Ledro.

## Historie
V květnu 1915 byli obyvatelé Concei a okolních obcí evakuováni do vnitrozemí Rakouska-Uherska, často do Čech. V místě pak probíhaly boje I. světové války, během nichž byla obec poškozena. Obyvatelé se do svých domovů mohli vrátit až v průběhu roku 1919.
30. listopadu 2008 obyvatelé v místním referendu schválili sloučení dosavadních šesti obcí údolí Valle di Ledro do společné obce pod názvem Ledro. Sloučení vstoupilo v platnost 1. ledna 2010.

## Sporty
V Locce se nachází fotbalové hřiště.